# Zvole (Rychnovek)
Zvole (německy Zwolle an der Aupa) je vesnice, část obce Rychnovek v okrese Náchod. Nachází se asi 1,5 km na severovýchod od Rychnovku, na levém břehu řeky Úpy. V roce 2009 zde bylo evidováno 87 adres. V roce 2001 zde trvale žilo 201 obyvatel.
Zvole je také název katastrálního území o rozloze 2,64 km2.

## Pamětihodnosti
Na čtvercové návsi před kostelem, mateřskou školkou a školou roste vzácný strom katalpa. Pomník padlým z obce za 1. a 2. světové válce.

## Historie
Obec Zvole byla osadou farní, byl zde kostel, škola i zemanský dvorec s tvrzí. První písemná zmínka o Zvoli je už z roku 1283. Podle zápisu v urbáři je to zpráva o předepsaných poplatcích z farnosti zvolské v roce 1283. Druhá historicky doložená zpráva je zpočátku 14. století. V kronice pražské je zápis, že v roce 1310 byl biskupem pražským Jan Zvolský, syn zemana zvolského z kraje Hradeckého.
Zemanská tvrz stála na ostrohu na příkrém srázu nad řekou Úpou. Při výkopových pracích při stavbě kanalizace se našly zbytky silných hraněných dubových sloupů vzdálených od sebe 3,5 metru. Byly to pravděpodobně zbytky hradeb nebo brány tvrze. Až do roku 1961 byl západně od kostela hluboký hradební příkop.
Zvolská tvrz pravděpodobně lehla popelem, když husité dobyli město Jaroměř roku 1421. Zvolští zemané, stejně jako královské město Jaroměř, byli na straně katolické šlechty a tak kvůli tomuto vyznání byli ze své tvrze vypuzeni. Ještě v dnešní době se v obci traduje, že husitská jízda napájela koně ze studny na hospodářském dvoře zemanského statku. Tato studna je dodnes zachována v rohu na konci školní zahrady, po pravé straně cesty z Rychnovka ke kostelu ve Zvoli.
Dominantou Zvole je kostel sv. Justa, který je vidět ze širokého okolí. Kdy byl kostel založen, není možné přesně zjistit. Jisté je pouze to, že to bylo již ve 13. století. První kostel byl pravděpodobně dřevěný. V průběhu století byl několikrát přestavován a opravován. Po husitské době, kdy byla zvolská farnost zrušena, hodně zchátral. Až roku 1713 byl znovu přestavěn a při této přestavbě byla ze suti a rumu vykopána soška sv. Justa a kostel byl sv. Justu zasvěcen. Při opravách na kostele sv. Justa byly odhaleny na stěnách nápisy s datem z roku 1400. Na věži kostela jsou celkem čtyři zvony, a to z let 1596, 1630, 1958 a 1973.
Osud Zvole byl v době josefínské na vážkách. Při plánování, kde by se měla stavět pevnost na ochranu rozpínavosti pruského vladaře Bedřicha Velikého, byly vojenskými experty vybrány dvě alternativy: Ples a Zvole. Císař Josef II. navštívil prý obě místa několikrát, pečlivě je prohlížel a nakonec se přiklonil k návrhu francouzského generála Lascyho, který dokazoval, že pro stavbu pevnosti je stavebně i strategicky výhodnější Ples než Zvole. Díky tomuto rozhodnutí stojí Zvole na svém původním místě.
První dochovaná zpráva o škole a učiteli je vylitý nápis na velkém zvonu zvolského kostela. Vedle dalších jmen zřizovatelů je tu uvedeno jméno Jan Hauss rychtář a učitel školní. Nápis na tomto zvonu nese letopočet 1630. V roce 1883 byla ve Zvoli postavena nová škola pro děti.Od roku 1960 byla v budově fary u kostela otevřena mateřská školka s jídelnou pro děti školky a školy.
Roku 1889 byl založen místní sbor dobrovolných hasičů. A v roce 1957 byla postavena nová budova pro hasiče, která funguje do dneška.

## Nová výstavba
V roce 2011 bylo postaveno několik rodinných domů a tak počet domů se rozrostl na současných 119. A počet obyvatel se zvýšil na 304 v roce 2019. V roce 2015 byla vybudována nová kanalizace.V roce 2016 a 2019 byly opraveny chodníky a prodloužená kanalizace o k dalším novým rodinným domkům.